# Hololepta glabra
Hololepta glabra är en skalbaggsart som beskrevs av Fahraeus in Boheman 1851. Hololepta glabra ingår i släktet Hololepta och familjen stumpbaggar. Inga underarter finns listade i Catalogue of Life.